# Odd Couple
Pour les articles homonymes, voir The Odd Couple.
Odd Couple est un film hong-kongais réalisé par Lau Kar Wing, sorti le 9 août 1979.

## Synopsis
Deux vieux maîtres, respectivement experts dans l'art du sabre et de la lance, s'affrontent chaque année depuis quinze ans, sans qu'aucun d'entre eux ne gagne. Plutôt que de s'entretuer (les hommes au fil des ans sont devenus plus ou moins amis), ils décident de trouver chacun un disciple qu'ils entraîneront afin de pouvoir déterminer lequel d'entre eux est le meilleur...

## Fiche technique
- Titre : Odd Couple
- Titre original : Bo ming chan dao duo ming chuang (搏命單刀奪命搶)
- Réalisation : Lau Kar Wing
- Scénario : Wong Paak-Ming et Lai Wai-Man
- Production : Karl Maka
- Musique : Inconnu
- Photographie : Ho Ming
- Montage : Inconnu
- Pays d'origine : Hong Kong
- Format : Couleurs - 2,16:1 - Mono - 35 mm
- Genre : Kung-fu
- Durée : 97 minutes
- Date de sortie : 9 août 1979 (Hong Kong)

## Distribution
- Sammo Hung : Maître du sabre
- Lau Kar Wing : Maître de la lance
- Billy Chan : Le bossu
- Mars : Potato
- Dean Shek : Le playboy
- Leung Kar-Yan : Scarface
- Lee Hoi-Sang : Le moustachu